# Coprosma hirtella
Coprosma hirtella är en måreväxtart som beskrevs av Jacques-Julien Houtou de La Billardière. Coprosma hirtella ingår i släktet Coprosma och familjen måreväxter. Inga underarter finns listade i Catalogue of Life.